# Halvera.nu
Halvera.nu var ett kårparti aktivt 2005–2007 i Uppsala studentkårs kårfullmäktige. Ställde upp i valet för första gången 2005 och fick fem mandat, vilka behölls 2006. En viktig valfråga var att halvera kåravgiften, bland annat genom utträde ur Sveriges Förenade Studentkårer (SFS). Partiets arkiv deponerades hos Borgerliga Studenter.